# 블라드 3세 체페슈
왈라키아 공작 블라드 3세(Vlad III, Prince of Wallachia, 1431년 11월 10일 ~ 1476년)는 루마니아 드러쿨레슈티 가문의 귀족으로, 15세기 왈라키아 공이다. 흔히 블라드 체페슈(루마니아어: Vlad Țepeș 블라드 체페슈[*]) 또는 블라드 드러쿨레아(루마니아어: Vlad Drăculea)라고도 알려져있다. "체페슈"란 "꿰뚫는 자"라는 뜻으로, 죄인이나 포로를 꼬챙이에 꿰어 죽이는 공포정치를 하여 붙은 별명이고 "드러쿨레아"란 "용의 아들"이라는 뜻으로, 아버지 블라드 2세 드러쿨의 별명을 이어받은 것이다.
블라드 2세의 차남으로 1442년 동생 라두와 함께 오스만 제국에 볼모로 보내졌다. 아버지와 큰형 미르체아는 1447년 헝가리 왕국의 후녀디 야노시가 침공해 오자 이에 맞서 싸우다 살해당하였다. 후녀디는 블라드 3세의 사촌이었던 블라디슬라프를 꼭두각시로 앉혀 왈라키아를 지배하고자 하였으나 오스만 제국이 개입하여 블라디슬라프를 실각시키고 블라드 3세를 새로운 보이보드로 즉위시켰다.
두 사촌은 각자 헝가리와 오스만을 등에 업고 골육상쟁을 벌였으나 승패는 쉽게 갈리지 않았고 오히려 블라드 3세에게 불리한 전황이 계속되었다. 블라드 3세는 1448년 10월 오스만으로 퇴각하였다가 이후 몰다비아 공국과 헝가리를 전전하였다. 그러나 헝가리와 블라디슬라프 사이의 관계가 틀어지자 블라드 3세는 기회를 잡고 1456년 헝가리의 지원을 받으며 왈라키아를 침공하여 블라디슬라프를 축출하였다.
왈라키아를 장악한 블라드 3세는 자신에게 적대적이었던 보야르를 숙청하고 블라디슬라프와 동맹을 맺었던 트란실바니아 작센인과 충돌하였다. 그는 작센인들의 마을을 약탈하고 수 많은 포로를 잡아 왈라키아로 돌아온 다음 이들을 꼬챙이로 꿰어버렸는데 이 일로 "체페슈"라는 악명이 붙었다. 1460년 블라드 3세는 왈라키아를 완전히 장악하였다.
당시 왈라키아는 헝가리와 오스만 제국 사이에 끼여 줄타기 외교를 벌일 수 밖에 없었다. 블라드 3세 스스로도 어린 시절을 오스만 제국의 볼모로 지냈고 오스만의 번국을 자처하여 즉위하였으나 블라디슬라프의 축출 과정에서 헝가리에게 기독교도로서 이슬람에 맞서겠다고 약속하였다. 이런 외교적 어려움에 더해 왈라키아 내부의 보야르들 역시 언제나 잠재적 경쟁 상대였기 때문에 블라드 3세는 닥쳐 오는 상황에 따라 그때 그때 태도를 바꿀 수 밖에 없었다. 1460년 헝가리의 도움으로 왈라키아의 지배력을 확보한 그는 오스만의 메흐메트 2세가 공물과 충성 서약을 요구하는 사절을 보내자 이들을 말뚝에 꿰어 죽이고 오스만 제국과의 단절을 선언했다.
전쟁이 불가피한 상황에서 블라드 3세는 1462년 2월 선제적으로 오스만 영토였던 불가리아를 침공하여 약탈과 학살을 자행하였다. 메흐메트 2세는 여전히 오스만의 볼모로 남아있던 동생 라두를 왈라키아의 새 지배자로 만들기로 결심하고 전쟁을 선포하였다. 1462년 6월 16-17일 블라드 3세는 트르고비슈테에서 야습하여 오스만의 술탄을 사로잡고자 하였으나 실패하였고 불의의 기습을 받은 오스만 군대가 재정비를 위해 퇴각하는 사이 오히려 많은 왈라키아 병사들이 오스만에 투항하는 사태가 벌어졌다. 전세가 돌이킬 수 없는 지경에 이른 블라드 3세는 헝가리의 마차시 1세에게 도움을 청하기 위해 트란실바니아로 향하였으나 오히려 붙잡혀 투옥당하였다.
블라드 3세는 1475년까지 비셰그라드에서 붙잡혀 있었다. 그 사이 왈라키아는 또 다시 정변이 일어나 블라드 3세의 동생 라두가 축출되고 바살라브 라이오타가 집권하였다. 1475년 몰다비아 슈테판 3세의 청원으로 석방된 블라드 3세는 마사치 1세 휘하의 군대에 속해 보스니아에서 오스만과 맞섰다. 1476년 블라드 3세는 헝가리와 몰다비아의 지원 아래 바살라브를 쫓아내고 다시 왈라키아의 지배자가 되었으나 곧 이어 오스만의 주력군과 맞서 싸워야만 하였고 1477년 1월 10일 전사하였다.
블라드 3세 당시의 잔혹한 형벌인 꼬챙이 꿰기는 훗날 동유럽과 러시아, 독일 등지에서 많은 민담의 소재가 되었다. 특히 독일에서 펴낸 이야기들이 널리 알려졌다. 아버지에게서 물려받은 부칭인 드러큘레아는 19세기의 소설가 브램 스토커의 흡혈귀를 소재로한 소설 《드라큘라 백작》에 영감을 주었다.

## 이름
아버지인 블라드 2세가 신성로마제국의 지기스문트가 세운 드라곤 기사단에 입단하면서 용이라는 의미의 드라쿨이라는 이름을 하사받았다.:8:231 아버지의 지위를 이으면서 블라드 3세는 드라쿨레아라고 불리게 되었는데 드라쿨의 아들, 즉 용의 아들이라는 뜻이다.:10:231 1470년 무렵 쓴 자신의 편지에 블라드 3세는 드라쿨레아라고 서명하였다.:229 그의 사후 얼마되지 않은 15세기의 민담 속에서 블라드 3세는 이미 드라큘라로 불렸고:228 이후 드라큘라라는 이름이 널리 알려지게 되어 흡혈귀 이야기 속의 주인공에 이르게 되었다. :228:16 한편 블라드 3세의 약탈과 학살에 큰 희생을 치른 루마니아에서는 드라큘라가 곧 악마의 이름으로 통용되었다.:10

## 유년기

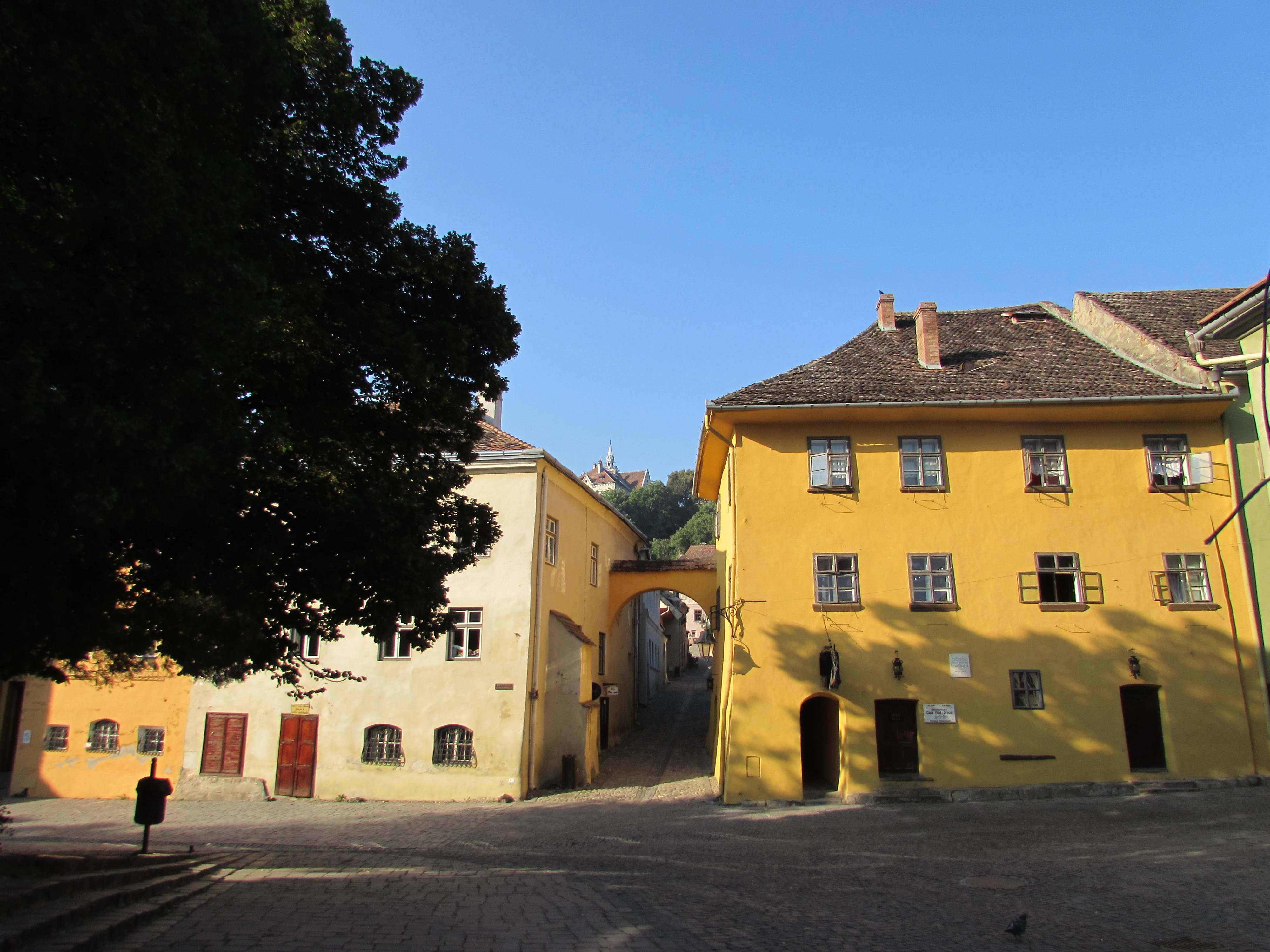
블라드 2세가 머물렀던 시기소아라의 집.

블라드 3세의 아버지 블라드 2세는 왈라키아 공국 미르체아 1세의 사생였고 지기스문트에게 볼모로 보내져 어린 시절을 보냈다. 이 때 드라곤 기사단에 입단하여 드라쿨이라는 이름을 하사받는다. 드라곤 기사단은 오스만 제국의 유럽 진출을 방어하기 위해 창단된 기사단이었다. 블라드 3세가 1448년 왈라키아의 보이보드가 되기 충분한 나이인 17-20세 전후였다고 하면 아마도 1428년에서 1431년 사이에 태어났을 것이다. 루마니아의 사학자 라두 플로레스쿠는 블라드 3세가 헝가리 왕국의 트란실바니아에 있는 작센인 도시인 시기쇼아라에서 태어났으며 블라드 2세는 당시 이 곳에서 1435년까지 3층짜리 건물에 살았다고 썼다. 어머니는 몰다비아 공국의 보이보드였던 알렉산드루의 딸이라는 언급이 있으나 확실하지는 않다. 어쩌면 블라드 2세가 일찍 사별한 첫번째 부인이 어머니일 수도 있다.
1436년 이복형제였던 알렉산드루 알데아가 사망하자 블라드 2세는 왈라키아를 점령하여 보이보드가 되었다. 1437년 1월 20일의 기록에 블라드 2세의 아들로 장남 미르체아와 차남 블라드가 보인다. 이후 1439년까지 가계에 대한 문서는 4 종이 작성되었는데 마지막 문서에 삼남 라두가 기록되었다.
1442년 블라드 2세는 헝가리와 오스만의 전쟁 조짐 사이에 끼어있었다. 그는 헝가리의 후녀디 야노시를 만난 뒤 오스만의 술탄에게 침공 반대 입장을 전했다. 오스만의 무라트 2세는 블라드 2세에게 충성심을 증명하라며 겔리볼루로 출두할 것을 명령하였다. 블라드 2세는 오스만에 대한 충성의 징표로 차남 블라드와 삼남 라두를 볼모로 내주었다. 오스만 측 기록에는 이 두 형제가 오늘날 튀르키예 콘야주의 도그르괴즈인 에그리괴즈에 연금되어 생활했다고 나온다. 블라드 2세는 아들 둘을 볼모로 준 뒤로도 오스만과 헝가리 사이에서 줄타기를 할 수 밖에 없었고 특히 1444년 브와디스와프 3세가 바르나를 침공하는 바르나 십자군을 일으켜 왈라키와를 동원하자 볼모가 된 블라드 3세와 라두는 생명의 위협을 받아야 하였다. 블라드 2세는 자신의 아들들이 "기독교 평화의 수호를 위해 도살되었다"고 밝혔지만 오스만은 두 아들을 온전히 살려두었다.
1446년에서 1447년 무렵 블라드 2세는 다시 노선을 바꿔 오스만의 종주권을 인정하고 공물을 바치겠다고 약속하였다. 그러자 이번에는 헝가리의 섭정이 된 후녀디 측이 왈라키아를 침공하였고  블라드 2세와 장남 미르체아가 살해되었다. 후녀디는 블라디슬라프 2세를 새 보이보드로 세웠다.

## 통치

1390년 무렵 미르체아 1세 시기 왈라키아 공국의 영토

### 1차 통치 시기와 추방
아버지와 형이 사망하자 블라드 3세는 보위 요구자가 되었다. 1448년 9월 후녀디와 블라디슬라프가 오스만에 대적하는 군대를 모으고 진군하자 오스만은 블라드 3세를 앞세우고 왈라키아를 침공하였다. 오스만군은 다뉴브강에 있는 지우르쥬를 요새화하고 후녀디군과 맞섰다.
10월 16일에서 17일에 걸쳐 벌어진 코소보 전투에서 오스만군은 후녀디의 헝가리군에게 승리하고 발칸반도의 기독교 국가들을 속국화할 수 있었다. 이러한 활동의 일환으로 블라드 3세는 왈라키아의 보이보드가 되었다. 반면 후녀디는 비록 전쟁에서 패배하였으나 왈라키아에 대한 종주권 마저 포기한 것은 아니었다. 후녀디는 블라드 3세가 오스만의 간섭에서 자유로울 수 없다는 것을 알면서도 트란실바니아로 출두하여 자신을 알현하라고 사신을 보냈고 요구가 거절되자 이를 빌미로 블라디슬라프 2세를 앞세워 왈라키아를 침공하였다. 결국 블라드 3세는 집권 첫해인 1448년 12월 오스만으로 퇴각할 수 밖에 없었다.
후녀디의 대사 니콜라스 비자크나이가 와서 우리에게 알현을 요구했다는 소식을 전하오. ... 우리는 이러한 요구에 응할 수 없는데 무라드 2세가 후녀니를 격파한 지금 알현을 했다간 당신들과 나, 우리 모두 오스만에게 죽임을 당할 것이기 때문이오. 그러니 후녀니가 이후 전쟁에서 어떻게 되는 지 지켜보기로 합시다.— 블라드 3세가 브라쇼브 시의회에 보낸 편지

권좌를 잃은 블라드 3세는 오스만의 에디르네에 머물렀지만 잠시후 몰다비아의 보그단 2세에게 의탁하였는데 보그단은 아마도 블라드 3세의 외삼촌이었으리라 추정된다. 보그단 2세는 1449년 후녀디의 후원아래 몰다비아의 권좌에 앉았다. 1451년 10월 보그단이 페트루 아론에게 암살되자 블라드는 보그단의 아들 슈테판 3세와 함 헝가리로 달아나 후녀디의 후원을 요청하였다. 그러나 그해 11월 20일 후녀디는 오스만과 3년 기간의 휴전 협정을 채결하고 왈라키아의 권좌는 왈라키아 귀족들의 선거로 정하자고 합의한 상태였다.
블라드 3세는 블라디슬라프 2세가 추방한 왈라키아의 보야르들이 밀집해 살던 브라쇼브에 정착하기를 희망하였으나 후녀디는 1452년 2월 10일 브라쇼브 시민들의 블라드 3세에 대한 정착지 지원을 금지하였다. 블라드 3세는 몰다비아로 돌아갈 수 밖에 없었고 이후 몰다비아에서 그의 행적은 알려져 있지 않다. 1456년 7월 3일 후녀디는 블라쇼브 시민들에게 블라드 3세가 트란실바니아의 국경 수비를 담당할 것이라 공지하였으므로 이 시점에 블라드 3세가 헝가리에 있었다는 것은 분명하다.

### 2차 통치 시기

#### 권좌 복귀
날짜를 특정할 수는 없지만 헝가리의 지원을 받은 블라드 3세는 1456년 여름 무렵 왈라키아를 침공하였고 블라디슬라프 2세는 살해되었다. 9월 10일 블라드 3세는 브라쇼브 시민들에게 오스만이 트란실바니아를 침공하면 자신이 방어에 함께할 것이고 왈라키아로 침공해 오면 원조를 바란다는 편지를 썼다. 그는 이 편지에서 "시민이든 공작이든 자신이 강할 때에는 원하는 대로 화평을 맺을 수 있으나 약할 때에는 강한 자가 와서 원하는 대로 할 것"이라고 썼다. 이는 당시 발칸반도의 국제 정세와 함께 블라드 3세의 전제 군주적인 성격을 보여준다.
여러 연대기와 기록은 블라드 3세가 훗날 "체페슈"로 불리게 되는 가혹한 처형을 통해 공포정치를 했다고 기록하고 있다. 수천 명이 처형되었고 특히 자신의 아버지 블라드 2세와 형 미르체아의 사망에 연관된 보야르들을 가혹하게 숙청하였다. 연대기 사가 찰코콘딜레스는 블라드 3세가 처형당한 귀족들의 재산을 몰수하여 재분배 하였기에 왈라키아의 지배층이 완전히 재편되었다고 기록하였다. 1457년에서 1461년 사이 왈라키아 궁정의 의원들 가운데 제 자리를 유지할 수 있었던 자는 단 두 명 뿐이었다.

#### 작센인과의 전투
권좌에 복귀한 블라드 3세는 오스만의 술탄 마흐메트 2세에게 관례적인 사절을 보냈다. 1456년 8월 11일 후녀디 야노시가 사망하고 그의 지위를 계승한 후녀디 라디슬라프는 브라쇼브에 보낸 편지에서 블라드 3세에게 "아무런 믿음도 남아있지 않다"면서 블라디슬라프 2세의 형제인 단 3세를 후원하였다. 트란실바니아의 작센인 도시 가운데 하나였던 시비우 역시 단 3세를 적법한 계승자로 인정하면서 작센인 도시들과 블라드 3세의 충돌은 불가피하게 되었다.
1457년 3월 16일 라디슬라우스 포스투무스가 후녀디 라디슬라프를 처형하자 후녀디 야노시의 아내이자 라디슬라프의 모후였던 스질라기 에르자베트와 그녀의 형제 스질라기 미하일을 중심으로 반란이 일어나 헝가리는 내전 상태가 되었다. 블라드는 이 때를 틈타 함께 망명 생활을 하였던 몰다비아의 슈테판 3세를 돕기로 결심하고 그해 6월 몰다비아를 포위하였다. 그는 블라쇼브와 시비우도 침공하여 약탈과 학살을 벌였다. 작센인들에 대한 학살은 남녀노소를 가리지 않고 벌어져 훗날 독일에서 사람을 꼬챙이에 꿰뚫는 "드라큘라"의 민담이 만들어지게 되었다. 트란실바니아 작센인은 헝가리 국왕 라디슬라우스 포스투무스를 지지하고 있었기 때문에 블라드 3세의 이러한 공격은 스질라기 반군을 지원하는 성격을 띄었다.
1457년 12월 트란실바니아 작센인들은 스질라기 반군과 평화 협상을 하였고 블라드 3세도 이 협상에 개입하였다. 이 협상은 브라쇼브에서 단 3세를 추방하는 대신 왈라키아와 트란실바니아 사이의 자유로운 교역을 허용한다는 것을 골자로 하였다. 블라드 3세는 시비우의 시민들에게도 같은 권리를 약속하였다. 블라드 3세는 이 협상을 진행한 편지에서 스질라기 미하일을 "형제이자 지도자"로 묘사하였다.
1458년 1월 24일 후녀디 라디슬라프의 동생인 마차시 1세가 헝가리의 국왕으로 선출되었다. 이로서 블라드 3세는 헝가리 국왕의 즉위에 원조를 한 격이 되었고 마차시 1세는 이에 화답하여 시비우에 왈라키아와의 화평을 명령하였다. 1459년 9월 20일 블라드 3세는 스스로를 "왈라키아의 지배자이자 암라슈와 파가라슈의 대공"으로 칭하여 이 전쟁에서 트란실바니아의 영지를 획득하였음을 보여준다. 스질라기 미하일이 블라디슬라프 2세 당시의 보야르였던 미하일의 정착을 허용하자 1458년 3월 말부터 왈라키아의 보야르들이 트란실바니아에 정착하기 시작하였다. 그러나 블라드 4세는 자신의 적이었던 블라디슬라프 2세를 지지하였던 보야르를 용서할 마음이 없었고 머지 않아 보야르 미하일을 살해하였다.
1458년 5월만 하여도 블라드 3세는 브라쇼브에 장인 파견을 요청하는 등 평화 조약을 충실히 따르는 듯 보였으나 그 해가 다 지기도 전에 작센인들과의 관계는 다시 악화되었다. 블라드 3세가 자유 교역을 금지하고 국경 거래소의 거래만으로 교역을 제한 한 것이 주요 원인으로 추정된다. 그러나 이러한 보호 무역 조치는 문서화 되지는 않았으며 훗날 제3차 통치를 시작하게 된 1476년 블라드 3세는 자신이 언제나 자유 교역을 지지하였다고 강조하였다.
왈라키아 상인이 트란실바니아에서 구매한 철강을 작센인이 몰수하자 블라드 3세는 보복 조치로 작센 상인의 물품을 몰수하고 고문하였다. 시기쇼아라에 머물며 왈라키아의 작위를 요구하고 있던 단 2세의 아들 바사라프 라이오타는 1459년 1월 21일 이 상황을 브라쇼브와 타라의 시민들에게 알리는 편지에서 작센인들이 꼬챙이에 꿰어지고 화형 당했다고 썼다.
작센과 왈카기아는 다시 한 번 전쟁을 치르게 되었다. 트란실바니아에 망명한 왈라키아 보야르들이 단 3세를 앞세워 침공해 왔지만 1460년 4월 22일 이전에 격퇴었다. 반격에 나선 블라드 3세는 트란실바니아 남부를 돌며 약탈과 처형을 이어갔다. 블라드 3세는 강화 조약의 조건으로 브라쇼브에서 모든 왈라키아인들을 추방할 것을 요구하였다. 1460년 7월 20일 무렵 강화 조약이 채결되자 블라드 3세는 자신이 약탈하고 학살하였던 브라쇼브 시민들을 "형제이자 친구"로 추켜세웠다. 블라드 3세는 단 3세를 지지한 책임을 물어 암라슈와 파가라슈 지역도 약탈하였다.

#### 오스만 전쟁
메흐메트 2세 시기 예니체리로 복무하였던 콘스탄틴 미하일로비치는 어느 무렵부터 블라드 3세가 술탄에 대한 경배를 거부하였다고 썼다. 르네상스 시기 사학자인 지오바니 마리아 데글리 안지오렐리도 블라드 3세가 3년 간 메흐메트 2세에 대한 조공을 바치지 않았다고 기록하였다. 이 기록들은 블라드 3세가 작센인과의 전투에서 승리한 1459년 무렵 이미 오스만의 종주권을 무시하고 있었음을 보여주지만 두 기록 모두 실제 사건이 있었던 때로부터 몇 십년이 지난 뒤의 것임을 감안하여야 한다. 오스만의 궁정 서기 투르순 베그는 술탄이 트라페준타 제국 정복에 나서자 블라드 3세가 이 때를 틈타 반기를 들었다고 기록하였다. 투르순 베그는 블라드 3세가 마사치 1세와 밀약을 맺었지만 술탄의 첩자가 곧 간파하였다고 썼다. 메흐메트 2세는 그리스인 토마스 카타볼리노스(또는 유누스 베이)를 특사로 보내 블라드 3세에게 당시 오스만이 함락한 지 몇 해 지나지 않은 콘스탄티노폴리스로 출두하라고 명령하는 한편 니코폴리스의 산자크였던 함자에게 블러드 3세의 체포를 지시하였다. 블라드 3세는 오스만의 이러한 기만술을 알아채고 두 특사 모두를 처형하였다.
블라드 3세는 오스만의 특사를 처형한 후 선제 공격을 감행하였다. 어린 시절 오랜 기간 오스만의 볼모로 있었던 블라드 3세는 지우르쥬 요새 앞에서 유창한 튀르키예어로 성문을 열라고 외친 뒤 열린 성문으로 들어가 요새를 점령하였다. 이후 그는 다뉴브강의 오스만 영토를 돌며 약탈하였다. 1462년 2월 11일 블라드 3세는 마차시 1세에게 편지를 써 오스만과의 전쟁을 알리고 지원을 요청하였다. 그는 이 편지에서 자신이 전쟁을 일으킨 이유를 성 이슈트반 왕관을 쓴 헝가리의 신성한 국왕의 명예와 "기독교의 수호" 때문이라고 주장하였다. 페오도시야의 제노바 총독은 본국에 왈라키아와 몰다비아 사이의 긴장이 높아지고 있다고 보고하였다.
블라드 3세의 침공에 메흐메트 2세는 15만 명의 대규모 병력을 소집하여 응수하였다. 당시 오스만에서 이 보다 많은 병력은 1453년 콘스탄티노폴리스의 함락 당시 동원된 군대 뿐이었다. 병력 규모를 볼 때 메흐메트 2세가 왈라키아의 완전한 정복을 노렸을 것이다.

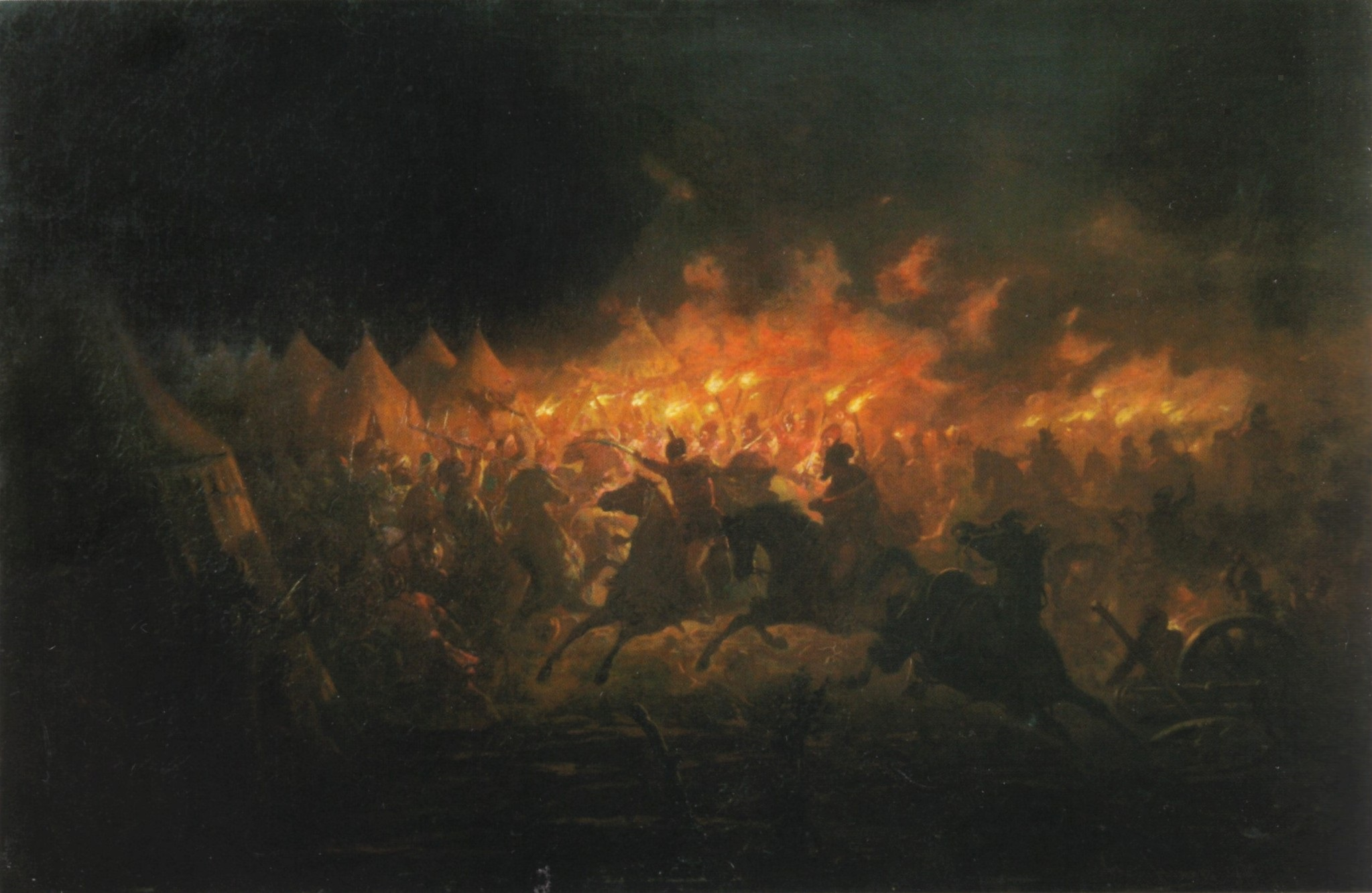
블라드 3세의 야습을 묘사한 테오도르 아만의 그림

1462년 5월 오스만군은 왈라키아의 유일한 항구인 다뉴브강 하구의 브러일라에 상륙하였다.  6월에는 친정에 나선 메흐메트 2세가 니코폴리스에서 오스만의 주력을 지휘하여 다뉴브강을 도하하였다. 수적 열세에 놓인 블라드 3세는 자신의 영토를 초토화하는 청야작전을 펼치며 트르고비슈테 방향으로 후퇴하였다. 6월 16일에서 17일 사이 블라드 3세는 야습을 통해 메흐메트 2세를 죽이거나 사로잡아 전세를 뒤집고자 하였다. 술탄이 없어져 오스만군이 혼란에 빠지기를 의도한 것이었으나 왈라키아군은 술탄의 장막 위치를 오인하여 오스만 궁정 고관인 마흐무드 파샤와 이사아크의 장막을 공격하였다. 술탄의 확보에 실패한 왈라키아군은 동이 터오자 후퇴하였다. 6월 말 메흐메트 2세는 트르고비슈테에 입성하였지만 성곽 밖에 늘어선 수천의 꼬챙이에 꿰어진 시신들을 보고 오스만군은 공포에 질리고 말았다.
여름철 무더위로 오스만군은 갈증에 시달렸다. 마흐메트 2세는 후퇴를 결정하고 브러일라로 향했다. 몰다비아의 슈테판 3세는 오늘날 우크라이나 영토인 요충지 킬리야로 서둘러 향하였다. 블라드 3세 역시 킬리야로 향하면서 6천 명의 정예를 남겨 왈라키아를 방어하게 하였으나 오스만 군에게 격파되었다. 한편 슈테판 3세는 킬리야 공방전에서 부상을 입고 블라드 3세가 도착하기도 전에 몰다비아로 퇴각하였다..
마흐메트 2세는 퇴각하였으나 왈라키아에는 블라드 3세의 동생 라두를 앞세운 오스만군이 바라간평원에 남아 전쟁을 계속하였다. 라두는 왈라키아 진영에 들어가 술탄이 다시 침공해 올 수 있다고 경고하였다. 이어진 두 번의 전투에서 블라드 3세는 동생 라두의 군대를 무찔렀지만 그 사이 왈라키아군에서는 라두의 편으로 탈영하는 병사가 늘어갔다. 카르파티아산맥으로 후퇴한 블라드 3세는 헝가리의 마사치 1세에게 원군을 요청하였으나 헝가리는 그 동안 작센인들과 불화를 이어갔던 블라드 보다는 브라쇼브에 1만5천 두캇의 보상금 지급을 약속하며 교역 특권을 제시한 라두를 지지할 뜻을 비친다.

#### 헝가리의 수감
1462년 11월 트란실바니아에 온 마사치 1세는 수 주에 걸쳐 블라드 3세와 협상을 벌였으나 오스만 제국과 전면전을 벌이는 것을 피하고자 하였다. 마사치 1세는 체코 용병에게 블라드 3세의 체포를 명령하였다.
마사치 1세는 교황 비오 2세와 오스만군에 맞선 전쟁의 군자금을 대고 있던 베네치아 공화국에 편지를 보내 자신이 블라드 3세를 투옥한 이유를 설명하였다. 마사치 1세의 주장에 따르면 블라드 3세가 1462년 11월 7일 메흐메트 2세와 마흐무트 파샤, 몰다비아의 슈테판 3세 등에게 자신이 다시 권좌에 복귀하면 오스만의 휘하로 들어가 헝가리와 맞서겠다고 편지를 발송하였다고 한다. 물론 이것은 마사치 1세가 명분을 위해 조작하였을 것이다.
블라드 3세는 알바이울리아에 투옥되었다가 비셰그라드로 옮겨져 14년 동안 수감되었다. 이후에 슈테판 3세가 석방을 탄원하였으나 받아들여지지 않았고 슬라브의 민담에서는 블라드 3세가 가톨릭으로 개종한 이후에야 석방되었다고 한다.

### 3차 통치 및 사망
마사치 1세는 블라드 3세를 왈라키아의 합법적 영주로 인정하였으나 그의 권좌 탈환을 위한 군사 지원은 하지 않았다. 블라드는 페슈트에 머물렀고 1475년 6월 트란실바니아로 이주하였다. 이 시기 왈라키아의 통치자는 바사라프 라이오타로 오스만으로부터 정당한 영주로 인정받고 있었다.
블라드 3세는 페치의 주택을 구매하여 이주하였는데 이 집은 훗날 "드라큘라의 집"으로 불리게 된다. 1476년 1월 그러나 트란실바니아가 바라사프와 조약을 맺으면서 블라드 3세의 추방이 요구되었지만, 왈라키아와 긴장이 계속되고 있던 작센인들은 이를 거절하였다.
1476년 초 헝가리와 오스만 사이의 전쟁이 시작되자 블라드 3세는 다시 지휘관으로 복귀하여 전투를 치렀다. 그는 2월에서 3월 사이 스레브레니차 등을 점령하고 즈보르니크를 파괴하는 등 예전과 같은 약탈과 학살, 처형을 계속하였다. 1476년 7월 메흐메트 2세는 몰디비아를 침공하여 슈테판 3세를 격퇴시켰다. 전세가 불리하게 돌아가자 마사치 1세는 블라드 3세의 복위를 결심하고 몰디비아와 협력하여 왈라키아를 침공하였다. 1476년 10월 7일 블라드 3세는 브라쇼브에서 교역 특례를 약속하며 작센인의 지지를 확보하였다. 몰다비아와 공식적인 동맹을 맺은 블라드 3세가 우위를 확실히 하자 11월 8일 바사라프는 오스만으로 망명하였다. 그는 브라쇼브에 승리를 알리고 교역 개시를 촉구한 뒤 11월 26일 세번째로 권좌에 앉았다.
그러나 바라사프는 오스만의 후원을 얻어 곧바로 반격을 시작하였고 1476년 말이나 1477년 초 쯤에 일어난 전투에서 블라드 3세는 사망하였다. 그의 죽음은 오스만의 암살자가 암살하였다는 설에서 부터 동맹군이 오인하여 죽였다는 설까지 분분하지만 정확치 않다. 일부에서는 블라드 3세가 죽임을 당한 뒤 참수되어 머리가 메흐메트 2세에게 보내졌다고 기록하고 있다.

## 참고 문헌
- Thomas M. Bohn, Adrian Gheorghe, Albert Weber (Hrsg.): Corpus Draculianum. Dokumente und Chroniken zum walachischen Fürsten Vlad dem Pfähler 1448–1650. Band 3: Die Überlieferung aus dem Osmanischen Reich. Postbyzantinische und osmanische Autoren. Harrassowitz, Wiesbaden 2013, ISBN 978-3-447-06989-2.
- Laonikos Chalkokondyles: The Histories, Volume II, Books 6–10 (Translated by Anthony Kaldellis) (2014). Harvard University Press. ISBN 978-0-674-59919-2.
- Cazacu, Matei (2017).  Reinert, Stephen W., 편집. 《Dracula》. East Central and Eastern Europe in the Middle Ages, 450–1450 46. 번역 Brinton, Alice; Healey, Catherine; Mordarski, Nicole; Reinert, Stephen W. Leiden: Brill Publishers. doi:10.1163/9789004349216. ISBN 978-90-04-34921-6.
- Andreescu, Ștefan (1991). 〈Military actions of Vlad Țepeș in South-Eastern Europe in 1476〉.   Treptow, Kurt W. 《Dracula: Essays on the Life and Times of Vlad Țepeș》. East European Monographs, Distributed by Columbia University Press. 135–151쪽. ISBN 978-0-88033-220-0.
- Babinger, Franz (1978). 《Mehmed the Conqueror and His Time》. Princeton University Press. ISBN 978-0-691-09900-2.
- Boia, Lucian (1997). 《History and Myth in Romanian Consciousness》. Central European University Press. ISBN 978-963-9116-97-9.
- Balotă, Anton (1991). 〈An analysis of the Dracula tales〉.   Treptow, Kurt W. 《Dracula: Essays on the Life and Times of Vlad Țepeș》. East European Monographs, Distributed by Columbia University Press. 153–184쪽. ISBN 978-0-88033-220-0.
- Browning, John Edgar; Picart, Caroline Joan (Kay) (2014). 《Dracula in Visual Media: Film, Television, Comic Book and Electronic Game Appearances, 1921–2010》 (영어). McFarland. ISBN 9780786462018.
- Cain, Jimmie E. (2006). 《Bram Stoker and Russophobia: Evidence of the British Fear of Russia in Dracula and The Lady of the Shroud》. McFarland & Company, Inc., Publishers. ISBN 978-0-7864-2407-8.
- Cazacu, Matei (1991). 〈The reign of Dracula in 1448〉.   Treptow, Kurt W. 《Dracula: Essays on the Life and Times of Vlad Țepeș》. East European Monographs, Distributed by Columbia University Press. 53–61쪽. ISBN 978-0-88033-220-0.
- Cornis-Pope, Marcel; Neubauer, John (2004). 《History of the Literary Cultures of East-Central Europe: junctures and disjunctures in the 19th and 20th centuries》.
- Engel, Pál (2001). 《The Realm of St Stephen: A History of Medieval Hungary, 895–1526》. I.B. Tauris Publishers. ISBN 978-1-86064-061-2.
- Florescu, Radu R.; McNally, Raymond T. (1989). 《Dracula, Prince of Many Faces: His Life and his Times》. Back Bay Books. ISBN 978-0-316-28656-5.
- Florescu, Radu R. (1991). 〈A genealogy of the family of Vlad Țepeș〉.   Treptow, Kurt W. 《Dracula: Essays on the Life and Times of Vlad Țepeș》. East European Monographs, Distributed by Columbia University Press. 249–252쪽. ISBN 978-0-88033-220-0.
- Hasan, Mihai Florin (2013). “Aspecte ale relațiilor matrimoniale munteano-maghiare din secolele XIV–XV [Aspects of the Hungarian-Wallachian matrimonial relations of the fourteenth and fifteenth centuries]”. 《Revista Bistriței》 (루마니아어). XXVII: 128–159. ISSN 1222-5096. 2016년 9월 13일에 확인함.
- Kaplan, Arie (2011). 《Dracula: The Life of Vlad the Impaler》.
- Kubinyi, András (2008). 《Matthias Rex》. Balassi Kiadó. ISBN 978-963-506-767-1.
- McNally, Raymond T. (1991). 〈Vlad Țepeș in Romanian folklore〉.   Treptow, Kurt W. 《Dracula: Essays on the Life and Times of Vlad Țepeș》. East European Monographs, Distributed by Columbia University Press. 197–228쪽. ISBN 978-0-88033-220-0.
- Miller, Elizabeth (2005). 《A Dracula Handbook》. Education. ISBN 978-1-4134-8095-5.
- Mureșanu, Camil (2001). 《John Hunyadi: Defender of Christendom》. The Center for Romanian Studies. ISBN 978-973-9432-18-4.
- Nandriș, Grigore (1991). 〈A philological analysis of Dracula and Romanian place-names and masculine personal names in.a/ea〉.   Treptow, Kurt W. 《Dracula: Essays on the Life and Times of Vlad Țepeș》. East European Monographs, Distributed by Columbia University Press. 229–237쪽. ISBN 978-0-88033-220-0.
- Panaitescu, P. P. (1991). 〈The German stories about Vlad Țepeș〉.   Treptow, Kurt W. 《Dracula: Essays on the Life and Times of Vlad Țepeș》. East European Monographs, Distributed by Columbia University Press. 185–196쪽. ISBN 978-0-88033-220-0.
- Rezachevici, Constantin (1991). 〈Vlad Țepeș – Chronology and historical bibliography〉.   Treptow, Kurt W. 《Dracula: Essays on the Life and Times of Vlad Țepeș》. East European Monographs, Distributed by Columbia University Press. 253–294쪽. ISBN 978-0-88033-220-0.
- Rezachevici, Constantin (2001). “The tomb of Vlad Tepes: The most probable hypothesis” (PDF). 《Journal of Dracula Studies》 4.
- Stoicescu, Nicolae (1991). 〈Vlad Țepeș' relations with Transylvania and Hungary〉.   Treptow, Kurt W. 《Dracula: Essays on the Life and Times of Vlad Țepeș》. East European Monographs, Distributed by Columbia University Press. 81–101쪽. ISBN 978-0-88033-220-0.
- Treptow, Kurt W. (2000). 《Vlad III Dracula: The Life and Times of the Historical Dracula》. The Center of Romanian Studies. ISBN 978-973-98392-2-8.